# 교통 단속 카메라

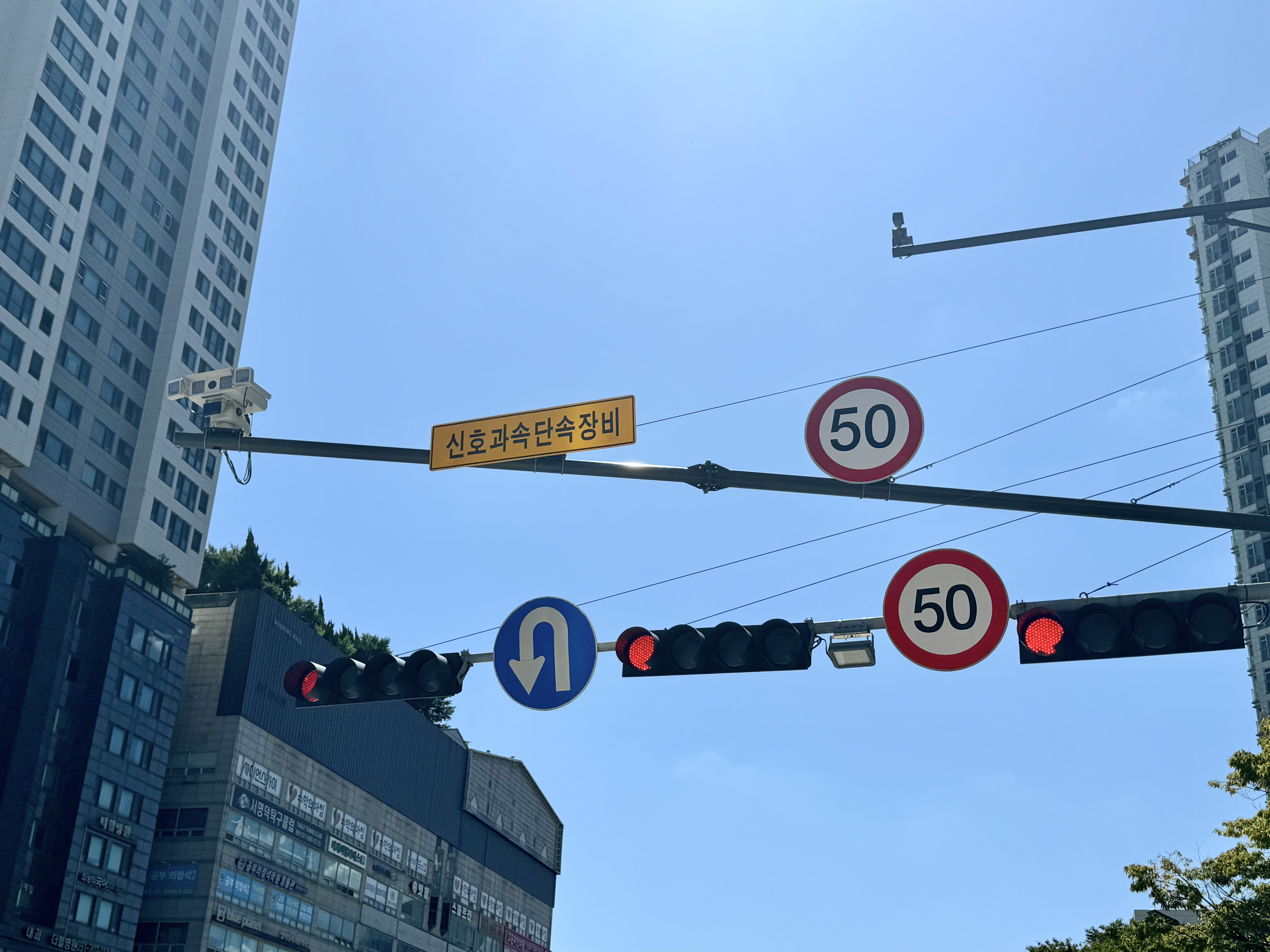
대한민국의 교통 단속 카메라, 신호와 속도 위반을 동시에 단속하고 있다.

교통 단속 카메라는 도로나 단속 장비를 장착한 자동차에서 속도 위반, 신호 위반, 통행료 미납, 버스 전용차로 위반 등을 단속하기 위해 설치된 카메라이다. 이 카메라들은 자동 과태료 납부 시스템과 연동되어 있는 경우가 많다.
전 세계적인 연구 검토에 따르면 과속 단속 카메라가 “사망 및 중상 사고의 11%~44%”를 감소시킨 것으로 나타났다. 영국 교통부는 과속 단속 카메라가 인명 피해 충돌 사고를 22% 감소시키고 카메라가 설치된 곳에서 사망하거나 중상을 입은 사람을 42% 줄인 것으로 추정했다. 영국 의학 저널은 과속 단속 카메라가 주변에서 사고와 부상을 줄이는 데 효과적이며 더 넓은 배치를 권장한다고 밝혔다. 2017년 런던 정치경제대학교의 연구에 따르면 "영국 도로에 1,000대의 카메라를 추가하면 연간 최대 190명의 생명을 구하고, 최대 1,130건의 충돌을 줄이고, 330건의 심각한 부상을 완화"할 수 있었다.
최신 자동 번호판 인식 시스템은 평균 속도를 감지하는 데 사용될 수 있으며, 이로 인한 사생활 침해에 대한 우려와 정부가 차량 이동에 대한 감시를 통해 차량 소유자의 움직임도 연관시킬 수 있다는 우려가 제기되고 있다.

## 종류

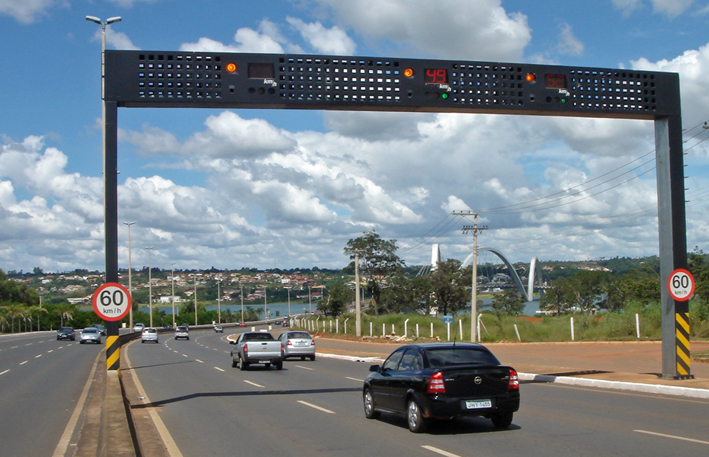
브라질리아의 지상 센서가 있는 롬바다 엘레트로니카

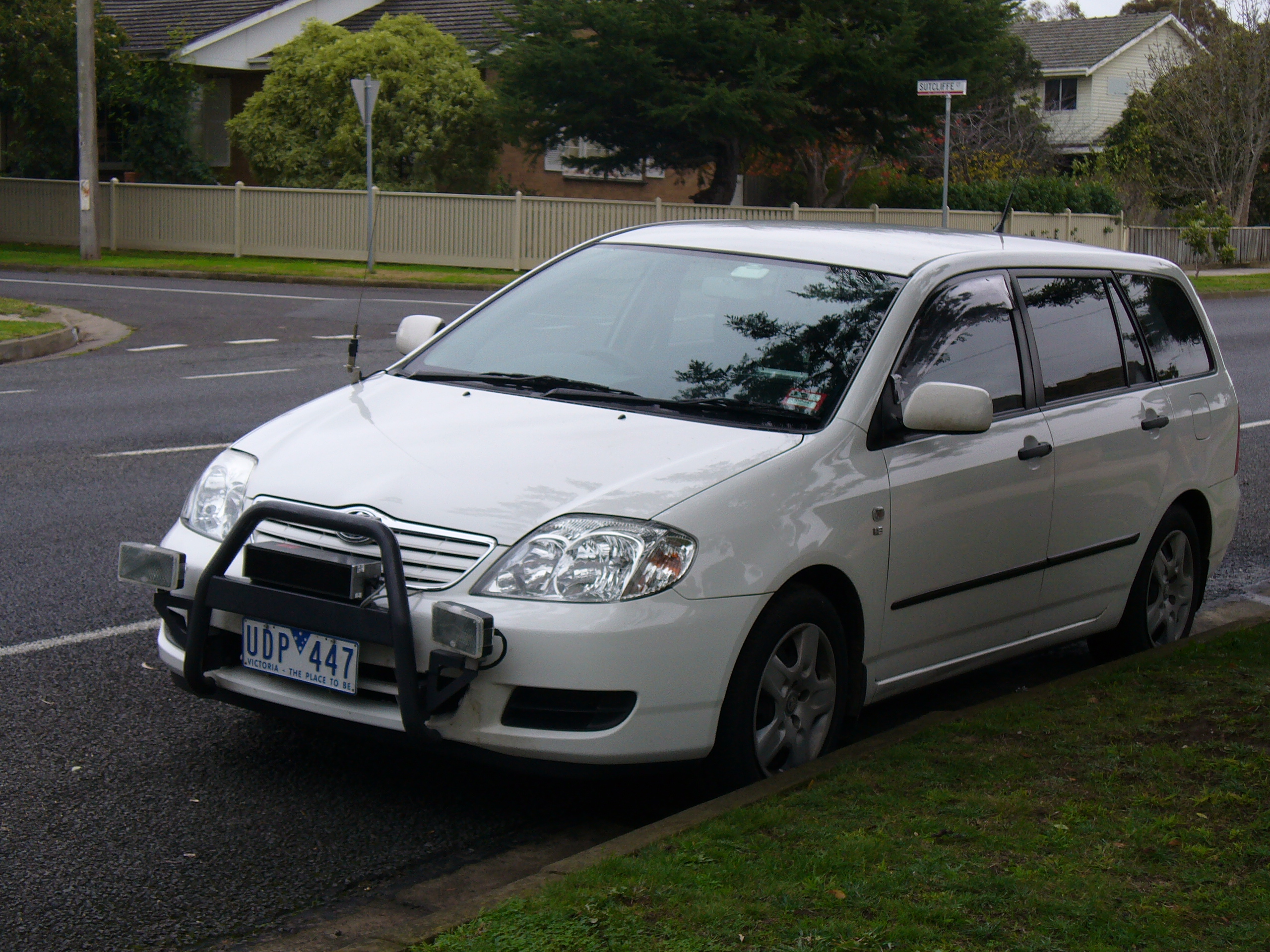
호주 빅토리아주에서 사용되는 과속 단속 차량. 카메라는 조수석 쪽 대시보드에 장착되어 있으며, 전면의 블랙박스는 레이더 장치다.

### 버스 전용차로 위반 단속
버스 전용차로 위반 단속은 차량 번호판을 인식하여, 차량 등록 정보를 통해 해당 차량이 버스 전용차로를 이용할 수 있는지 확인하여 이용할 수 없는 경우 단속한다. 또한 런던과 같은 도시에서는 버스에 이동식 단속 카메라를 설치하여 단속하기도 한다.

### 신호 위반 단속

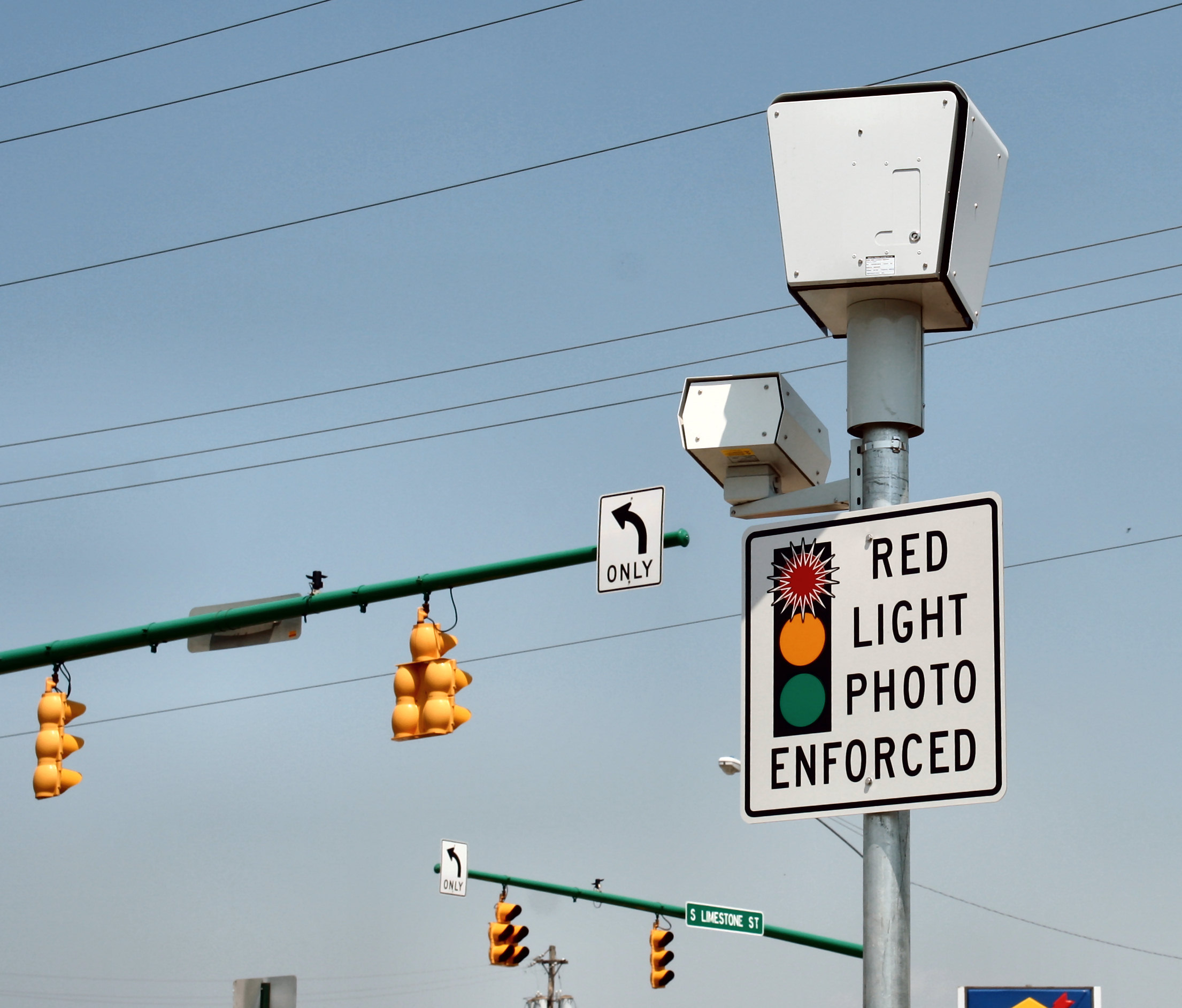
스프링필드, 오하이오에 설치된 신호 위반 단속 카메라

신호 위반 단속 카메라는 신호가 빨간불일떼 교차로를 횡단하는 위반 차량을 촬영하는 카메라다. 시스템은 교통 신호를 지속적으로 모니터링하며, 미리 설정된 최소 속도 이상으로 교차로에 진입한 차량이 신호가 적색으로 바뀐 후 지정된 시간이 지나면 카메라가 작동한다.

### 속도 위반 단속
속도 단속 카메라는 도플러 레이더, 라이다, 컴퓨터 스테레오 비전 또는 자동 번호판 인식기술을 사용하여 제한 속도 준수 여부를 확인하는데 사용한다. 카메라를 기반으로 하지 않은 다른 속도 위반 단속 장치도 사용되고 있다.
차량이 특정 거리가 떨어진 떨어진 두 곳 이상의 상당히 먼 지점 사이를 이동하는 데 걸리는 시간을 측정하는 고정식 또는 이동식 과속 단속 카메라 시스템을 구간 단속 카메라라고 부른다. 이러한 카메라는 차량이 고정된 두 지점을 통과하는 시간을 측정한 다음, 차량의 평균 주행 속도를 계산하여 단속한다.

### 불법 주정차 단속
주정차가 금지된 위치에 불법으로 주차한 차량을 단속하기 위해 불법 주정차가 상습적으로 일어나는 지역에 고정형 카메라가 설치되어 있다.

### 그 외
- 다인승 차로 카메라는 탑승 인원 요건을 채우지 않은 채 통행하는 차량을 단속한다.[9]
- 철도 건널목 카메라는 건널목을 정지 신호일때 무단으로 통행하는 차량을 단속한다.
- 소음 공해 단속 카메라는 소음 규정을 위반하는 대형 차량의 증거를 기록한다.
- 통행료를 내지 않고 톨게이트를 통과하는 차량을 식별하는 요금소 카메라
- Noise pollution cameras that record evidence of heavy vehicles that break noise regulations by using
- 자동 번호판 인식 시스템은 세금 미납 및 무보험 차량, 도난 차량 식별, 잠재적인 감시등 다양한 용도로 사용할 수 있다.[10]
- 교통정보 제공, 도로 상태 관리를 위한 도로 관리용 카메라.

고정식 카메라 시스템은 상자 안에 넣거나 도로 옆 기둥에 장착하거나, 도로 위의 표지판 또는 고가도로나 교량에 부착할 수 있다.
이동식 과속 단속 카메라는 휴대용 혹은 차량 장착형이 존재한다. 차량 장착형 시스템의 경우, 감지 장비와 카메라를 차량 내/외부에 장착하거나 카메라가 차량에 고정되어 있는 경우 단속 차량이 반드시 정지해 있을 필요는 없으며 교통 흐름에 따라 또는 반대로 움직일 수 있다. 후자의 경우 진행 방향에 따라 대상 차량의 상대 속도를 단속 차량의 속도에서 더하거나 빼서 실제 속도를 측정한다.
일부 번호판 인식 시스템은 차량에서 사용할 수 있다.